# Jean Girard (poète)
Pour les articles homonymes, voir Jean Girard et Girard.
 (novembre 2024).
La mise en forme du texte ne suit pas les recommandations de Wikipédia : il faut le « wikifier ».
Les points d'amélioration suivants sont les cas les plus fréquents :
- Les titres sont pré-formatés par le logiciel. Ils ne sont ni en capitales, ni en gras.
- Le texte ne doit pas être écrit en capitales (les noms de famille non plus), ni en gras, ni en italique, ni en « petit »…
- Le gras n'est utilisé que pour surligner le titre de l'article dans l'introduction, une seule fois.
- L'italique est rarement utilisé : mots en langue étrangère, titres d'œuvres, noms de bateaux, etc.
- Les citations ne sont pas en italique mais en corps de texte normal. Elles sont entourées par des guillemets français : « et ».
- Les listes à puces sont à éviter, des paragraphes rédigés étant largement préférés. Les tableaux sont à réserver à la présentation de données structurées (résultats, etc.).
- Les appels de note de bas de page (petits chiffres en exposant, introduits par l'outil «  Source ») sont à placer entre la fin de phrase et le point final[comme ça].
- Les liens internes (vers d'autres articles de Wikipédia) sont à choisir avec parcimonie. Créez des liens vers des articles approfondissant le sujet. Les termes génériques sans rapport avec le sujet sont à éviter, ainsi que les répétitions de liens vers un même terme.
- Les liens externes sont à placer uniquement dans une section « Liens externes », à la fin de l'article. Ces liens sont à choisir avec parcimonie suivant les règles définies. Si un lien sert de source à l'article, son insertion dans le texte est à faire par les notes de bas de page.
- La présentation des références doit suivre les conventions bibliographiques. Il est recommandé d'utiliser les modèles {{Ouvrage}}, {{Chapitre}}, {{Article}}, {{Lien web}} et/ou {{Bibliographie}}. Le mode d'édition visuel peut mettre en forme automatiquement les références.
- Insérer une infobox (cadre d'informations à droite) n'est pas obligatoire pour parachever la mise en page.

Pour une aide détaillée, merci de consulter Aide:Wikification.
Si vous pensez que ces points ont été résolus, vous pouvez retirer ce bandeau et améliorer la mise en forme d'un autre article.
Œuvres principales
Nova novem sororum Metamorphosis, Stichomatia, Epigrammatῶν legalium liber facetissimus
Jean Girard ou Ioannis Girardus Divionensis en latin, né en 1514 (ou 1518) à Dijon et mort en 1586 à Dijon, est un poète néo-latin et français.

## Biographie
Jean Girard est issu d'une famille connue et notable de l'actuelle Côte-d'Or : son père, Jean Girard comme lui, fut maire d'Auxonne, et en outre un oncle, Jacques Girard était conseiller au Parlement de Bourgogne. 
Par son mariage, il fut associé à une autre famille connue en Bourgogne, les Grostet, lesquels ont également eu des fonctions importantes à Dijon, Chalon-sur-Saône et à Beaune.
Pierre Turrel fut l'un de ses maîtres durant les jeunes années du poète. 
Jean Girard a poursuivi ses études à Dôle où il s'est formé en droit et a été reçu docteur en 1547. Pour des raisons peu claires mais indépendantes de sa volonté, il a été contraint de retourner à Auxonne ensuite. C'est dans ces circonstances qu'il a composé son premier poème, une épopée en trois chants, La Nouvelle Métamorphose des neuf Soeurs (Nova novum sororum Metamorphosis) qu'il a publié en 1550 chez un éditeur lyonnais, Fradin. Cette publication survient un an après avoir été reçu au barreau de Dijon.
Dans ces circonstances, il écrit à des proches, des "personnes qui pouvaient lui être de quelque utilité", pour qui il composa un certain nombre de poèmes. 
Il fut lié d'amitié à Barthélemy Aneau, lequel compose une apologie que Jean Girard inclut dans son recueil Stichomathia, en 1552.
L'originalité de son oeuvre réside essentiellement dans sa composition poétique néo-latine qui est absolument liée à son métier d'avocat : c'est pour cette raison qu'il voulait écrire "une nouvelle méthode pour l'étude du droit", finalement avortée, et qui a laissé place à son Epigrammatῶn legalium liber facetissimus.
Outre son œuvre écrite en latin, il compose quelques ouvrages en français, assez peu diffusés, comme le furent ces textes latins. 
Jean Girard fait aujourd'hui l'objet d'un travail de traduction et de mise en lumière sous l'impulsion de Sylvie Laigneau-Fontaine, professeure de langue et littérature latines à l'Université de Bourgogne pour son projet Burgundia Humanistica. 

## Œuvres principales
- Nova novem sororum Metamorphosis (La Nouvelle Métamorphose des neuf Sœurs), 1550
- Stichostratia, 1552
- Poemata, Stichostratia, Epinikia Graecorum Carminum, Metamorphosis novem sororum, 1558
- Chants du premier avènement de Jésus-Christ
- Plusieurs chansons de Carême, 1560
- Epigrammatῶν legalium liber facetissimus, 1576